# David Icke
David Vaughan Icke (n. Leicester, 29 d'abril de 1952) és un escriptor i conferenciant anglès, conegut per les seves investigacions amb teories conspiranòiques sobre "qui i què controla realment el món"., tema que ha estudiat en profunditat des del 1990. Anteriorment va ser jugador de futbol, reporter, presentador de programes esportius i portaveu del Partit Verd del Regne Unit.
És autor de més de 20 llibres, on explica els seus punts de vista i els resultats de les seves investigacions sobre diferents temes, principalment referits al suposat control mundial exercit pels reptilians, éssers extraterrestres mutants amb forma de llangardaix provinents de la constel·lació d'Alpha Draconis, que haurien creat l'espècie humana mitjançant tècniques d'hibridació genètica i que portarien governant-la de manera oculta des dels seus inicis, amb l'ajuda dels Illuminati o l'Èlit Global, un grup reduït de persones format per dirigents mundials, membres de la reialesa i magnats. Molts d'aquests, com la reina Isabel II d'Anglaterra, David Rockefeller, Kris Kristofferson, Boxcar Willie Tony Blair o George Bush descendrien, segons Icke, de llinatges mil·lenaris amb ADN extraterrestre i tindrien en realitat un aspecte rèptil que ocultarien als ulls de la humanitat mitjançant tècniques de distorsió hologràfica.

## Biografia
Fill de Beric Vaughan Icke (Leicester, 1907) i de Barbara J. Icke (nascuda Cooke, es va casar amb Beric el 1951), Icke va néixer també a Leicester i va créixer en un habitatge públic fet per a persones amb renda familiar baixa i mantingut per l'administració local. Va deixar l'escola i es va fer jugador de futbol del Coventry City i del Hereford United en la Lliga anglesa de futbol, on va ser porter fins a la seva retirada forçosa a causa de l'artritis, el 1973, quan tenia només 21 anys.
Va trobar ocupació en el periòdic local de Leicester, per al qual va fer de reporter, i posteriorment es va convertir en presentador esportiu local per al programa de la BBC South Today. Va aparèixer en el primer episodi del primer show matinal estatal de la televisió britànica, conegut com a BBC Breakfast Time, on va presentar les notícies esportives fins a l'any 1985. Més tard, es va integrar en l'equip de presentació del BBC Sport, la majoria de vegades com a presentador substitut en el Grandstand i en programes de billar. Va treballar amb l'equip de la BBC en la cobertura dels Jocs Olímpics de 1988. Va continuar treballant per a la BBC Sport fins a l'any 1990.
Va militar en el Partit Verd d'Anglaterra i del País de Gal·les, on va aconseguir ràpidament la posició de portaveu nacional del partit. El seu talent per a la comunicació amb el públic va fer que el periòdic The Observer l'anomenés el "Tony Blair del Partit Verd".
Va escriure el seu primer llibre el 1989, It Doesn't Have To Be Like This, un resum de les seves idees pel que fa al medi ambient i la seva filosofia política.
En la seva autobiografia online, Icke escriu que, al març del 1990, mentre treballava com a portaveu estatal per al Partit Verd, va rebre un missatge del món espiritual a través d'un mèdium, identificat pel The Guardian com Betty Shine, una mèdium de Brighton. Shine li va revelar que era un curandero, escollit pel seu coratge i enviat per curar la Terra. Havia estat encaminat cap al futbol perquè aprengués el que significa la disciplina. També li va dir que deixaria la política i esdevindria famós, que publicaria cinc llibres en un període de tres anys i que, en un dia determinat, hi hauria un gran terratrèmol, i que el "mar reclamaria el que era seu", a compte dels abusos que la humanitat comet contra el planeta.
Quan Icke va contar als líders del Partit Verd el que havia experimentat, li van prohibir de parlar en comicis i per al públic en general en nom del Partit. El 1991, després d'un viatge al Perú, va escriure Truth Vibrations, un treball autobiogràfic on resumia les seves experiències de vida fins a aquell moment, emfatitzant-hi experiències espirituals. És llavors que comença a fer servir només robes de color blau turquesa. El 27 de març del 1991 va fer una conferència de premsa per anunciar: "jo sóc un canal per a l'esperit de Crist. El títol m'ha estat conferit molt recentment per Déu."
Aquell any, en una entrevista en el programa de Terry Wogan, Icke va anunciar que era "el fill de Déu" i que Anglaterra seria devastada per tsunamis i terratrèmols. Les seves declaracions van ser el blanc de rialles i burles per part del públic que hi havia a l'estudi, la premsa el va satiritzar i va ser considerat desequilibrat mentalment. Icke diria més tard que havia estat malinterpretat pels mitjans de comunicació. Segons ell, va fer l'expressió "fill de Déu" "en el sentit de ser un aspecte, com vaig entendre en aquell moment, de la Consciència infinita que és tot. Tal com vaig escriure anteriorment, som com gotes d'aigua en un oceà de consciència infinita".
Després de ser ridicularitzat, va desaparèixer dels mitjans de comunicació i de la vista del públic. Després escriuria que, durant molts anys, no podia anar pel carrer sense que la gent el senyalés o se'n rigués, i que aquesta experiència el va ajudar a trobar el valor suficient per desenvolupar les seves controvertides idees, car ja no tenia por del que la gent pensés d'ell.

## Tesis
Icke ha publicat dues dotzenes de llibres en els quals resumeix, en línies generals, les seves idees, una barreja de filosofia espiritual i de conspiració apocalíptica. Les seves idees centrals són tractades en quatre llibres que van ser escrits al llarg de set anys: The Robots' Rebellion (1994), … And the Truth Shall Set You Free (1995), The Biggest Secret: The Book that Will Change the World (1999) i Children of the Matrix (2001). La teoria de la conspiració bàsica diu que el món està controlat per una xarxa de societats secretes denominades "Fraternitat", i que al capdavant hi ha els "Illuminati" o l'"Elit Global". L'objectiu de la Fraternitat és un govern mundial, un pla que, segons Icke, va ser traçat pels Protocols dels Savis de Sió, que és realment el pla revelat dels Illuminati. Icke, en concordança amb molts altres teòrics sobre conspiració, diu que els mètodes d'aquests conspiradors inclouen el control de les economies mundials i l'ús de tècniques de control mental.
L'Elit Global controlaria la Fraternitat i el món utilitzant el que Icke anomena una "piràmide de manipulació", la qual consistiria en un conjunt d'estructures hieràrquiques que inclouria bancs, negocis, forces armades, sistema educacional, mitjans de comunicació, religió, indústries de medicaments, agències d'intel·ligència i crim organitzat. En el punt més alt de la piràmide hi hauria el que Icke anomena "Carcerers", els quals no són humans. Icke ha escrit que: "una estructura humana en forma de piràmide va ser creada sota la influència i el projecte dels Carcerers extraterrestres i del seu mestre superior, la consciència lucifèrica. Ells controlen els éssers humans en el cim de la piràmide, la qual he anomenat Elit Global".
Icke esmenta l'Holocaust, el bombardeig d'Oklahoma, i els atemptats de l'11 de setembre de 2001 com a exemples d'esdeveniments finançats i organitzats per l'Elit Global.
El 1999 Icke va escriure i publicar The Biggest Secret: The Book that Will Change the World, on identificava els carcerers extraterrestres com a reptilians de la Constel·lació del Dragó. Aquests éssers caminarien de forma erecta, tindrien aparença humana i viurien no només en els seus planetes d'origen, sinó també en cavernes i túnels de la Terra. Segons Icke, han fet encreuaments amb humans i han creat "híbrids", que són posseïts pels reptilians purs. El DNA humà-reptilià d'un híbrid els permet passar de la forma reptiliana a la humana, en el cas que consumeixin sang humana.
Segons Icke, el grup reptilià inclou moltes persones prominents i pràcticament tots els líders mundials, des d'Elizabeth Bowes-Lyon a George H. W. Bush, Hillary Clinton i Harold Wilson a Tony Blair. Aquestes persones o serien reptilianes o treballarien per als rèptils. Icke els anomena "víctimes esclaves" del trastorn dissociatiu d'identitat: "els Rothschild, els Rockefeller, la Família reial britànica i les poderoses famílies dels Estats Units que controlen el sectors polític i econòmic i la resta del món provindrien d'aquest mateix llinatge sanguini".
A Tales From The Time Loop i altres treballs, Icke afirma que les religions més organitzades, especialment el judaisme, el cristianisme i l'islam, són creacions dels Illuminati dissenyades per dividir i conquistar la raça humana a través de conflictes sense fi. Seguint el mateix raonament, Icke creu que les divisions ètniques i racials són una il·lusió creada pels reptilians i que el racisme alimenta el pla dels Illuminati. Tanmateix ha estat acusat d'antisemitisme i de tenir relacions amb l'extrema dreta.

## Obres

### Llibres
- It's a Tough Game, Son, Piccolo Books, 1983. ISBN 0-330-28047-3
- It Doesn't Have To Be Like This, Green Print, 1989. ISBN 1-85425-033-7
- Love Changes Everything, Harper Collins Publishers, 1992. ISBN 1-85538-247-4
- In the Light of Experience: The Autobiography of David Icke, RU, Time Warner Books, 1993. ISBN 0-7515-0603-6
- Truth Vibrations, Gateway, 1991; Revised edition 1994. ISBN 1-85860-006-5
- Days of Decision, Jon Carpenter Publishing, 1994. ISBN 1-897766-01-7
- The Robot's Rebellion, Gateway, 1994. ISBN 1-85860-022-7
- Heal the World: A Do-It-Yourself Guide to Personal and Planetary Transformation, Gateway, 1994. ISBN 1-85860-005-7
- …and the Truth Shall Set You Free, UK, Bridge of Love Publications, 1996. ISBN 0-9538810-5-9
- I Am Me, I Am Free: the Robot's Guide to Freedom, Truth Seeker, 1996; 1998. ISBN 0-9526147-5-8
- Lifting the Veil: David Icke interviewed by Jon Rappoport, Truth Seeker, 1998. ISBN 0-939040-05-0
- The Biggest Secret: The Book That Will Change the World, UK, Bridge of Love Publications, 1999. ISBN 0-9526147-6-6
- Children of the Matrix. How an Interdimensional Race has Controlled the World for Thousands of Years-and Still Does, UK, Bridge of Love Publications, 2001. ISBN 0-9538810-1-6
- Alice in Wonderland and the World Trade Center Disaster, UK, Bridge of Love Publications, 2002. ISBN 0-9538810-2-4
- Tales from the Time Loop: The Most Comprehensive Exposé of the Global Conspiracy Ever Written and All You Need to Know to Be Truly Free, UK, Bridge of Love Publications 2003. ISBN 0-9538810-4-0
- Infinite Love Is the Only Truth: Everything Else Is Illusion, EUA, Bridge of Love Publications, 2005. ISBN 0-9538810-6-7
- The David Icke Guide to the Global Conspiracy (and how to end it), RU, David Icke Books Ltd, 2007. ISBN 978-0-9538810-8-6

### DVD i vídeos
- Speaking Out: Who Really Controls the World and What We Can Do About It
- David Icke: Turning of the Tide (1996)
- The Reptilian Agenda (1999) (DVD)
- David Icke: Revelations of a Mother Goddess
- David Icke: The Freedom Road (2003)
- David Icke: Secrets of the Matrix, Parts 1–3 (2003) (DVD)
- David Icke, Live in Vancouver: From Prison to Paradise (2005) (DVD)
- Freedom or Fascism: The Time to Choose (2006) (DVD)
- Beyond The Cutting Edge (2008) (DVD)